# Liardetia tenuisculpta
Liardetia tenuisculpta é uma espécie de gastrópode  da família Euconulidae.
É endémica da Micronésia.